# Le Cul-de-jatte emballé
Pour plus de détails, voir Fiche technique et Distribution.
Le Cul-de-jatte emballé est un film français réalisé par Romeo Bosetti, sorti en 1908.

## Fiche technique
- Titre original : Le Cul-de-jatte emballé
- Réalisation : Romeo Bosetti
- Scénario : Louis Feuillade
- Société de production : Société des Etablissements L. Gaumont
- Société de distribution : Société des Etablissements L. Gaumont
- Pays de production :  France
- Langue originale : français
- Format : noir et blanc — 35 mm — 1,33:1 — Film muet
- Genre : Comédie
- Durée : 105 mètres
- Date de sortie : 
  - France : 1908